# الفيلق السابع عشر (الفيرماخت)
فيلق الجيش السابع عشر (بالألمانية: XVII. Armeekorps ) كان فيلق في الجيش الألماني خلال الحرب العالمية الثانية. تم تشكيل الفيلق في فيينا في 1 أبريل 1938 بعد ضم النمسا.

## غزو بولندا
في بداية الحرب في سبتمبر 1939، تم تعيين الفيلق، بقيادة الجنرال فيرنر كينيتز، للجيش الرابع عشر في جنوب بولندا مع فرقة المشاة 44 و 45. جنبا إلى جنب مع فيلق الجيش الثامن، تقدم الفيلق السابع عشر من منطقة تيشين إلى الشمال من فيستولا عبر Pszczyna إلى كراكوف. ثم شارك في الهجوم الناجح للفيلق الثامن عشر على لفيف تحت قيادة الجنرال يوجين باير، الذي اختتم الحملة.

## القادة
- المشاة العامة ( General der Infanterie ) Werner Kienitz 1 أبريل 1939
- العقيد العام ( Generaloberst ) كارل أدولف هوليدت 23 يناير 1942
- العقيد العام ( Generaloberst ) كارل ستريكر 2 أبريل 1942
- العقيد العام ( Generaloberst ) كارل أدولف هوليدت 12 يونيو 1942
- المشاة العامة ( General der Infanterie ) Dietrich von Choltitz 7 ديسمبر 1942
- المشاة العامة ( General der Infanterie ) Wilhelm Schneckenburger 5 مارس 1943
- سلاح الفرسان العام ( General der Panzertruppe ) Erich Brandenberger 1 أغسطس 1943
- الجبال العامة ( General der Gebirgstruppe ) هانز كريسينج 21 نوفمبر 1943
- المشاة العامة ( الجنرال دير إنفانتير ) فرانز باير 27 أبريل 1944
- الجبال العامة ( General der Gebirgstruppe ) هانز كريسينج 25 مايو 1944
- الرائد العام ( General der Pioniere ) Otto Tiemann 28 ديسمبر 1944

## غرف العمليات
- بولندا : سبتمبر 1939 - مايو 1940
- فرنسا : مايو 1940 - يونيو 1941
- الجبهة الشرقية ، القطاع الجنوبي : يونيو 1941 - فبراير 1945
- المجر وسيليزيا : فبراير 1945 - مايو 1945